# International Who's Who
El International Who's Who ("Quién es Quién Internacional") en un libro de referencias del estilo Who's Who, de las personas notables de todo el mundo, que se ha publicado desde 1935.

## Historia
La primera edición fue publicada en 1935 por Europa Publications.
La octava edición (1943-1944) fue publicada en 1943, en el apogeo de la Segunda Guerra Mundial, e incluyó por primera vez los nombres de los generales Eisenhower, Vatutin y Góvorov. Los editores señalan en su prefacio que tomaron esfuerzos especiales para incluir detalles de las de los países del Eje, y Adolf Hitler apareció en consecuencia en el libro H.
Desde 2000, el libro ha sido publicado por Routledge, una imprenta del grupo editorial británico Taylor & Francis, y en 2006 contenía aproximadamente 25.000 entradas.

## Estafas
La marca Who's Who se ha visto empañada por numerosas estafas, que funcionan al tratar de convencer a alguien de que merece estar en el directorio de Who's Who, pero se requiere un pago por adelantado.